# Ginhac (Erau)
Ginhac (en francès Gignac) és un municipi occità del Llenguadoc, situat al departament de l'Erau i a la regió d'Occitània.